# Karen Stenersen
Karen Tank Anker Stenersen, född den 9 augusti 1826 i Trysil, död den 14 januari 1906 i Kristiania (nuvarande Oslo), var en norsk författarinna. Hon var brorsdotter till teologen Stener Johannes Stenersen och syster till veterinären Stener Johannes Stenersen.
Karen Stenersen översatte svensk och tysk skönlitteratur och utgav de älskvärda berättelsesamlingarna Minder fra hjemmet (1889) och En gammeldags prestegaard (samma år). Även hennes barnbok Fra sætervold til hav (1893, illustrerad av brorsonen Gudmund Stenersen) innehåller ungdomserinringar.